# Polsko-Japońska Akademia Technik Komputerowych
Polsko-Japońska Akademia Technik Komputerowych (dawniej: Polsko-Japońska Wyższa Szkoła Technik Komputerowych (jap. ポーランド日本情報工科大学 Pōrando Nihon jōhō kōka daigaku; dosł. polsko-japońska wyższa uczelnia przetwarzania informacji)) – uczelnia założona w 1994 roku przez Fundację Rozwoju Technik Komputerowych powstałą na podstawie porozumienia rządów Polski i Japonii z 1993 roku. Została wpisana do rejestru niepaństwowych szkół wyższych decyzją ministra edukacji narodowej z 30 listopada 1994.
PJATK prowadzi kształcenie na studiach licencjackich, inżynierskich, magisterskich, podyplomowych i doktoranckich. Ma uprawnienia do nadawania stopnia naukowego doktora nauk technicznych w informatyce oraz mechanice, a także doktora sztuk plastycznych w dyscyplinie sztuki piękne. Jako jedyna uczelnia niepubliczna w Polsce PJATK uzyskała uprawnienia do nadawania stopnia doktora habilitowanego nauk technicznych w dziedzinie informatyki.
Uczelnia ma podpisane umowy z 31 uniwersytetami w Europie i 7 w Japonii dotyczące wymiany studentów. Posiada również umowy związane z kadrą dydaktyczną oraz prowadzeniem wspólnych badań, projektów, szkoleń i organizacji konferencji naukowych.

## Historia
- 1994 – wpisanie do rejestru niepaństwowych szkół wyższych decyzją ministra edukacji narodowej
- 1997 – PJWSTK staje się oficjalnym centrum egzaminacyjnym London Chamber of Commerce and Industry Examinations Board (LCCIEB)
- 1998 – uzyskanie prawa do nadawania tytułu magistra inżyniera informatyki
- 2000
  - otwarcie ośrodka szkolenia informatycznego dla krajów Europy Centralnej i Wschodniej – Third Country Trainning Program (pod auspicjami JICA)
  - otwarcie Polskiej Akademii Sieciowej CISCO
- 2002
  - uzyskanie uprawnień do nadawania stopnia naukowego doktora nauk technicznych w dyscyplinie informatyka
  - otrzymanie kategoryzacji Komitetu Badań Naukowych
- 2003 – otwarcie Wydziału Zamiejscowego w Bytomiu
- 2005 – otwarcie Wydziału Sztuki Nowych Mediów i Wydziału Zarządzania Informacją
- 2007 – otwarcie Wydziału Kultury Japonii
- 2007 – otwarcie Zamiejscowego Wydziału informatyki w Gdańsku
- 2009 – uzyskanie uprawnień do nadawania stopnia naukowego doktora habilitowanego nauk technicznych w dyscyplinie informatyka
- 2011 – powstanie Zamiejscowego Wydziału Sztuki Nowych Mediów w Gdańsku
- 2013 – uruchomienie nowych studiów doktoranckich z zakresu informatyki społecznej
- 2014 – uzyskanie prawa do nadawania stopnia doktora w dyscyplinie mechanika
- 2014 – zmiana nazwy z Polsko-Japońska Wyższa Szkoła Technik Komputerowych na Polsko-Japońska Akademia Technik Komputerowych
- 2017 – uzyskanie prawa do nadawania stopnia doktora w dziedzinie sztuk plastycznych
- 2020 – otwarcie nowego budynku uczelni

## Struktura
Jednostki w Warszawie
- Wydział Informatyki
  - Katedra Baz Danych
  - Katedra Mechaniki, Informatyki i Robotyki
  - Katedra Inżynierii Oprogramowania
  - Katedra Metod Oprogramowania
  - Katedra Systemów Inteligentnych, Algorytmiki i Matematyki
  - Katedra Multimediów
  - Katedra Sieci Komputerowych i Systemów Rozproszonych

- Wydział Sztuki Nowych Mediów
- Wydział Zarządzania Informacją
  - Katedra Ekonomii i Zarządzania
  - Katedra Organizacji Procesów Informacyjnych
  - Katedra Metod Programowania

- Wydział Kultury Japonii
- Akademickie Liceum Ogólnokształcące (w pierwszym roku działalności: Informatyczne Liceum Ogólnokształcące, później do ALO włączono też Niepubliczne Liceum Plastyczne przy PJWSTK)

Jednostki zamiejscowe
- Centrum Badawczo-Rozwojowe w Bytomiu
- Wydział Zamiejscowy Informatyki w Gdańsku
- Wydział Zamiejscowy Sztuki Nowych Mediów w Gdańsku

## Władze
- Rektor – dr hab. Jerzy Paweł Nowacki, prof. PJATK
- Prorektor – dr Aldona Drabik, prof. PJATK
- Prorektor – prof. dr hab. Adam Wierzbicki(inne języki)
- Prorektor – prof. dr hab. inż. Maria Elżbieta Orłowska
- Kanclerz – mgr Maciej Rembarz

## Działalność studencka
- Samorząd Studencki PJATK
- Koło naukowe 4MA Design

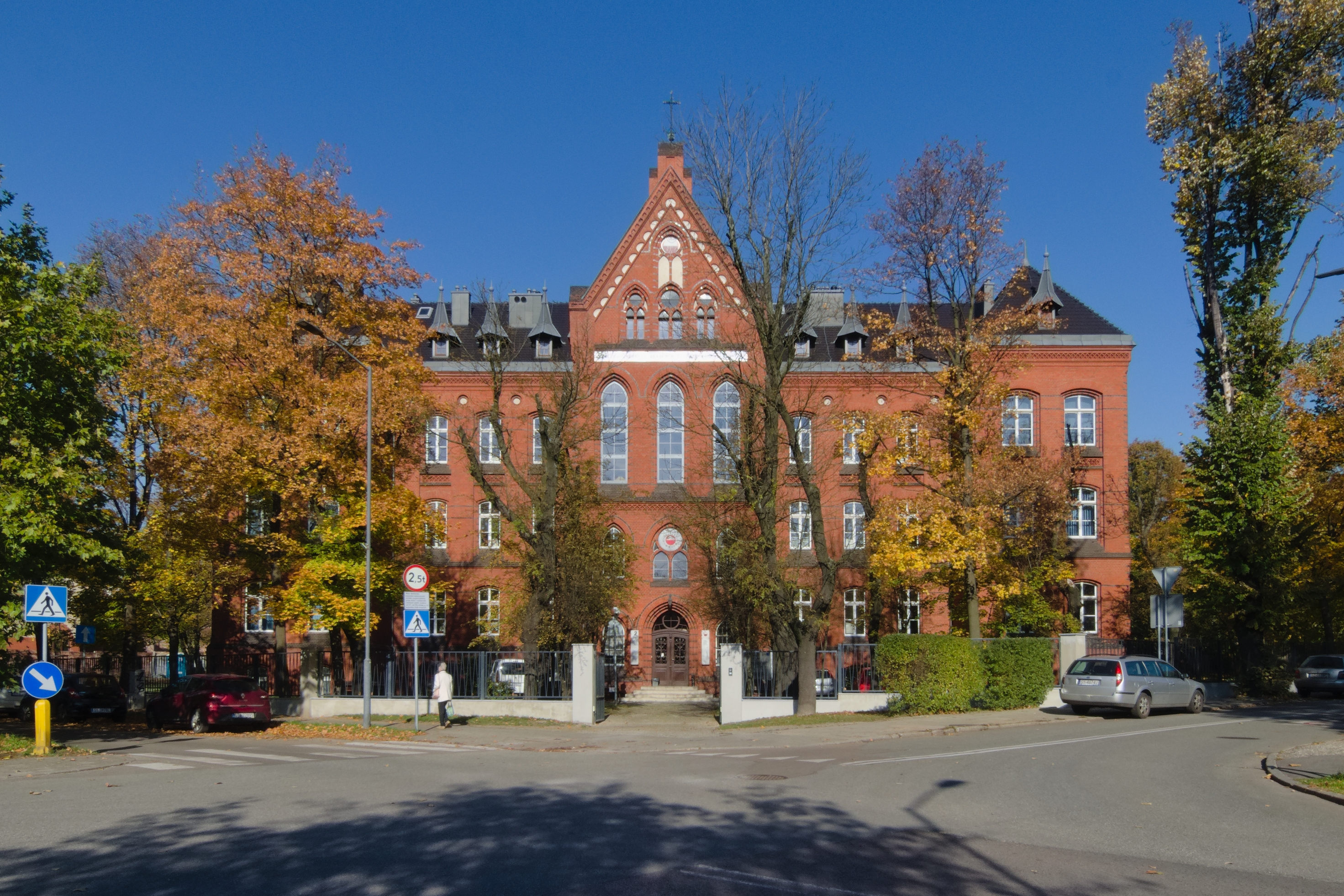
Wydział Zamiejscowy w Bytomiu (2022)

- Koło naukowe Sieci Urządzeń Mobilnych
- Koło naukowe User Experience PJATK
- Koło rękodzieła japońskiego „Otedama”
- RoboLab – Koło Naukowe Robotyki PJATK
- Akademicki Związek Sportowy PJATK
- Chór PJATK
- Drużyna e-sportowa NINJA-PJATK
- Zrzeszenie Gier Planszowych i RPG

## Rankingi
Według ogólnoświatowego rankingu szkół wyższych Webometrics Ranking of World Universities z 2021 roku opracowanego przez hiszpański instytut Consejo Superior de Investigaciones Científicas, uczelnia zajmuje 68. miejsce w Polsce, a na świecie 4199. pośród wszystkich typów uczelni.
W rankingu Fundacji Edukacyjnej „Perspektywy” PJATK zajmuje 1. miejsce wśród niepublicznych uczelni technicznych w Polsce oraz 6. miejsce wśród wszystkich uczelni niepublicznych. W poprzednich latach w ogólnopolskim rankingu „Perspektywy” PJATK zajmowała miejsca wśród uczelni niepublicznych:
- 2023 – 6. miejsce
- 2022 – 6. miejsce
- 2021 – 6. miejsce
- 2020 – 4. miejsce
- 2019 – 4. miejsce
- 2018 – 4. miejsce
- 2017 – 4. miejsce
- 2016 – 3. miejsce
- 2015 – 3. miejsce
- 2014 – 3. miejsce

## Studia w PJATK
I stopnia – studia licencjackie:
- architektura wnętrz,
- grafika,
- kulturoznawstwo.

I stopnia – studia inżynierskie:
- informatyka,
- zarządzanie informacją.

II stopnia – studia magisterskie:
- grafika,
- informatyka,
- informatyka społeczna.
- zarządzanie informacją.

III stopnia – studia doktoranckie:
- informatyka,
- Międzyuczelniane Interdyscyplinarne Studia Doktoranckie – psychologia i informatyka.

## Siedziby
- Warszawa:
  - Główny kampus (budynki A, B i F) – ul. Koszykowa 86,
  - Budynek C – ul. Nowogrodzka 73,
  - Budynek G – ul. Nowogrodzka 84/86,
  - Budynek H – ul. Nowogrodzka 68;
- Gdańsk: ul. Brzegi 55 (Wydział Sztuki Nowych Mediów PJATK), ul. Targ Drzewny 9/11 (Wydział Informatyki PJATK);
- Bytom: aleja Legionów 2 (Centrum Badawczo-Rozwojowe)